# Edificio Casa de Francesc Cambó i Batlle
El Edificio Casa Francesc Cambó i Batlle o edificio de la Casa Cambó está situado en la Vía Layetana número 30 de Barcelona, esquina con la calle del Padre Gallifa. Construido entre 1923 y 1925, fue el primer edificio de la recién inaugurada gran avenida que llevó agua y electricidad al barrio de Ciutat Vieja en los años veinte del siglo pasado. 

## Historia
Promovido por el empresario, mecenas y político catalán Francesc Cambó i Batlle como su residencia familiar y sede de sus empresas, el edificio es una de las obras más emblemáticas del arquitecto catalán Adolf Florensa y uno de los primeros edificios que incorporó ascensor invirtiendo la jerarquía del piso principal, como era habitual en la época, para situar la vivienda familiar en el ático. El resto del inmueble, se alquiló para oficinas.
Actualmente, la casa del ático, rodeada de un gran jardín, sigue perteneciendo a la familia de Helena Cambó, hija del que fue ministro de Fomento y de Hacienda. El resto del edificio fue adquirido en 2005 por uno de sus nietos, Pau Guardans Cambó, que lo convirtió en el Grand Hotel Central. El hotel fue vendido en 2021 por Único Hotels a Shroeders, aunque manteniendo la gestión del mismo.
Además del hotel y la casa familiar, el edificio alberga la sede de la Fundación Instituto Cambó, creada en 1999 por Helena Cambó y su marido Ramón Guardans con la intención de englobar la información y la gestión de las distintas iniciativas culturales que en su día promovió Francesc Cambó y que, a lo largo de más de medio siglo, mantuvo vivas el matrimonio Guardans-Cambó junto con su familia.

## Arquitectura
La composición de la fachada se estructuró horizontalmente en tres partes bien diferenciadas: el nivel inferior o base, a pie de calle; la parte central del edificio que consta de 6 pisos y en la que las ventanas son protagonistas y el nivel superior, el ático, donde se encuentra la residencia familiar y un jardín de los más significativos de Barcelona, concebido originalmente por Nicolau Maria Rubió i Tudurí y reconstruido, tras la Guerra Civil, por Joan MIrambell i Ferran. La parte central constituyó la zona de oficinas siguiendo el lenguaje arquitectónico racionalista al estilo de la Escuela de Chicago. Los niveles inferior y superior, en cambio, se expresaron con más elegancia con la introducción de elementos de tipo clásico.
El edificio fue levantado en dos fases, la primera en ejecutarse fue la parte de fachada que da a la Vía Layetana, mientras que la segunda afectó su frente sobre la calle de Mercaders. Actualmente, el edificio está ocupado por el Grand Hotel Central y aún conserva una parte reservada a vivienda familiar, incluido el jardín del ático de más de 1.000 metros cuadrados.
El Edificio de la Casa Cambó está inscrito en el Catálogo de Patrimonio Arquitectónico del Ayuntamiento de Barcelona como bien cultural de interés local (BIL).